# Каменноугольные леса
Каменноугольные леса, или карбоновые леса — обширные заболоченные тропические леса, покрывавшие большую часть тропических регионов суши Земли в конце каменноугольного (пенсильваний) и пермском периодах палеозойской эры. По мере разложения растительного материала из этих лесов накапливались огромные залежи торфа, позже превратившегося в каменный уголь.
Большая часть углерода в торфяных отложениях, образованных каменноугольными лесами, возникла в результате фотосинтетического расщепления существовавшего углекислого газа, в результате которого в атмосферу выбрасывался сопутствующий отщепленный кислород. Этот процесс мог значительно повысить уровень кислорода, возможно, до 35 %, что сделало воздух более пригодным для дыхания животными с малоэффективной дыхательной системой, о чём свидетельствуют размеры живших тогда членистоногих, например, меганевры по сравнению с современными стрекозами.
Каменноугольные леса покрывали тропическую Еврамерику (Европа, восточная часть Северной Америки, крайний северо-запад Африки) и Катазию (главным образом Китай). Изменение климата в каменноугольном периоде опустошило эти тропические леса. Коллапс тропических лесов каменноугольного периода был вызван более прохладным и сухим климатом, который сначала фрагментировал, а затем разрушил экосистему тропических лесов. В течение большей части остального времени каменноугольного периода каменноугольные леса в основном ограничивались рефугиумами в Северной Америке (например, в угольных бассейнах Аппалачей и Иллинойса) и в Центральной Европе.
В самом конце каменноугольного периода карбоновые леса возродились, распространившись в основном в восточной Азии, особенно в Китае; в Еврамерике они полностью так и не восстановились. Китайские каменноугольные леса продолжали процветать и в пермском периоде. Это возрождение карбоновых лесов в очень позднем каменноугольном периоде, по-видимому, совпало с понижением глобальной температуры и возвращением обширных полярных льдов в южной части Гондваны, возможно, из-за уменьшения парникового эффекта, поскольку процесс массивного отложения угля поглощал углекислый газ из атмосферы.

## Места образования
Каменноугольные леса произрастали на плоских низменных заболоченных территориях с реками, текшими с более высоких и сухих участков. Когда реки разливались, ил постепенно накапливался в естественных дамбах. Когда какие-либо участки опускались, на них образовывались озёра, а ранее влажные участки ставали сухими из-за скоплений ила. Когда лесной массив становился достаточно сухим, чтобы загореться от молнии, в результате лесного пожара оставался древесный уголь, фюзеиновый компонент угля.

## Флора
В каменноугольных лесах существовала богатая и разнообразная флора с наборами видов в каждом типе условий произрастания. Наиболее разнообразной флорой была лиственная растительность со многими видами деревьев, кустарников, лиан и т. д. Заросли каламитов были приурочены к берегам озёр и водотоков. Разные роды плауновых специализировались на различных ролях: Paralycopodites были первопроходцами на недавно заиленных озёрах, достаточно мелких для начала роста наземной растительности; виды Diaphorodendron появлялись позже, когда почва стала торфяной. Другие виды специализировались на повторном заселении участков, которые были на короткое время обезлесены наводнением: Synchysidendron и Lepidodendron в районах с минеральными почвами, а Lepidophloios в торфяных районах. Кордаиты могли произрастать на более сухих участках болот. По мнению некоторых исследователей, сигиллярия предпочитала промежуточные районы между средой обитания дамбы и средой обитания болот. В конце этого периода древовидные папоротники, как правило, вытесняли плауновидные деревья.
Некоторыми из характерных растений угольных лесов были сигиллария, лепидодендрон, каламиты и семенные папоротники.

## Фауна
Каменноугольные леса населяли беспозвоночные (особенно насекомые), рыбы, лабиринтодонтные земноводные и ранние рептилии. О поедании растений свидетельствуют трахеиды древесных плауновидных, обнаруженные в кишечнике артроплевры. Земноводные были широко распространены, но как только карбоновые леса раздробились, новая среда стала лучше подходить для рептилий, которые стали более разнообразными и даже разнообразили свой рацион в быстро меняющейся среде.